# L'Objet
L'Objet est le premier album de la série de bande dessinée Capricorne, écrite et dessinée par Andreas. Cet album a été publié en  1997 aux Éditions du Lombard. Il met au centre du récit le personnage de Capricorne, qui avait fait sa première apparition dans un album de la série Rork en 1990.
Fraichement débarqué à New York, Capricorne assiste à un accident de dirigeable, puis à l'incendie d'une librairie. Cole, un chef mafieux, lui confie la mission de retrouver un mystérieux objet, tombé entre les mains du Dispositif, puissante organisation secrète.

## Synopsis
L'album s'ouvre sur une première planche muette, dans lequel un individu, portant des lunettes d'aviateur, s'échappe le long d'un corridor, puis en montant une échelle.

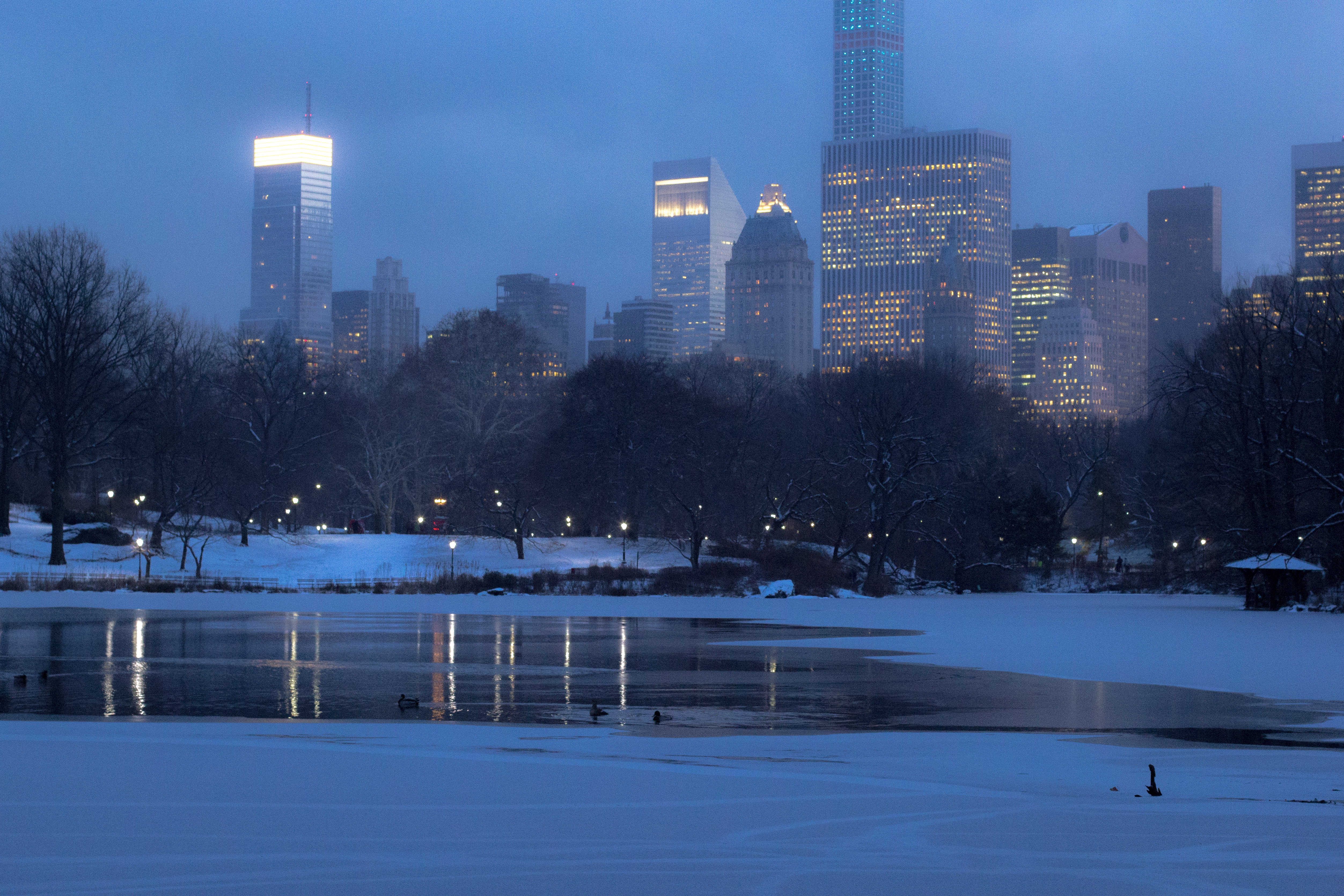
Vue hivernale de Central Park.

La deuxième planche montre l'apparition de Capricorne, dans un Central Park enneigé, au clair de lune. Aux côtés d'une foule nombreuse sortie des égouts, trois vieilles femmes font cuire une soupe sur un feu. Elles révèlent à Capricorne, qui vient d'arriver à New York, que son sort est lié à cette ville "moitié lumière, moitié ténèbres". Elles lui donnent "six cartes du destin", portant chacune un symbole.
À l'aube, sortant du parc, Capricorne entre dans une petite librairie pour obtenir un plan de la ville, et fait la rencontre du libraire Holbrook Byble et de son employé taciturne, Astor. Après avoir observé un dirigeable s'écraser dans Central Park, Capricorne et Astor se précipitent pour porter secours à l'équipage.

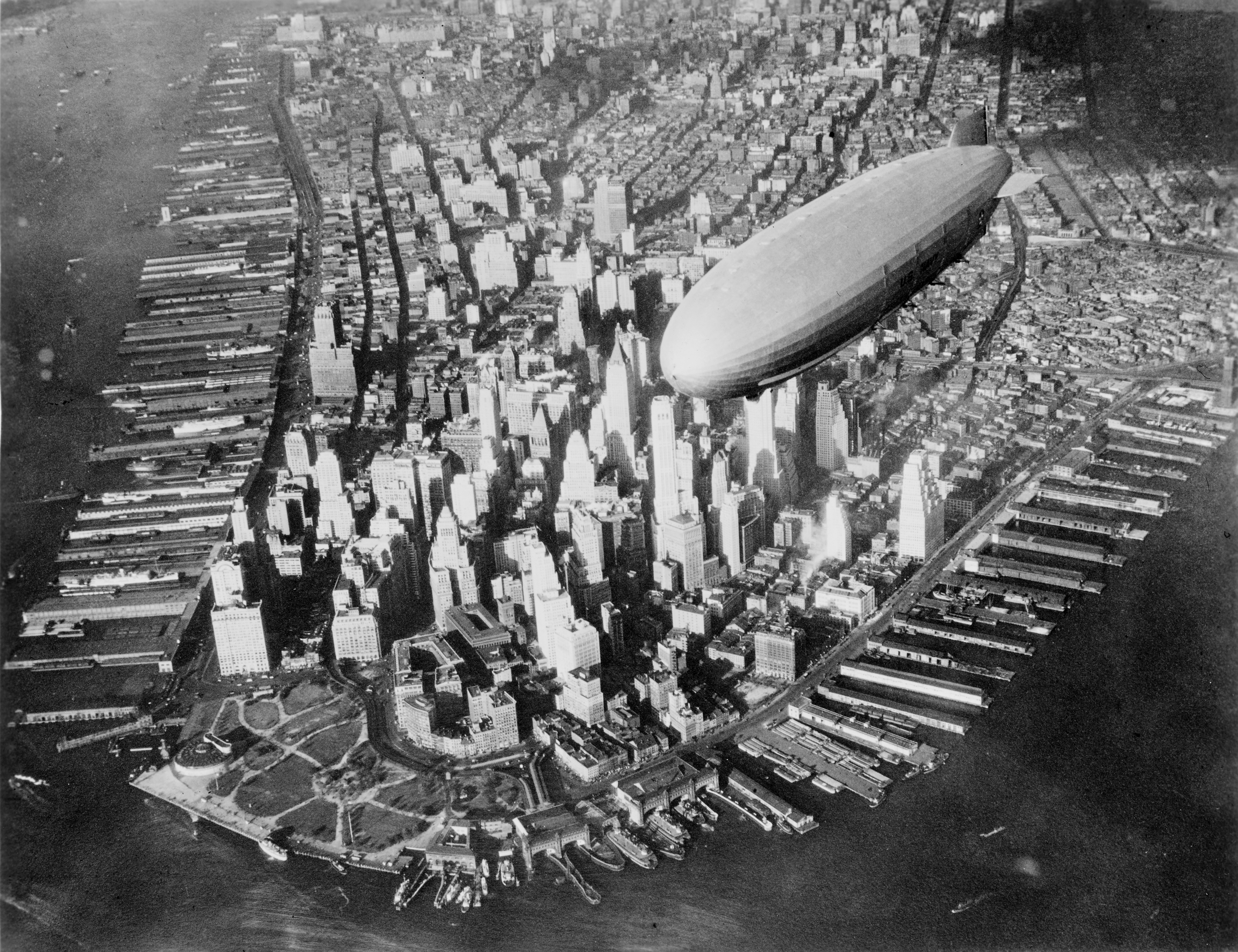
Un dirigeable survolant Manhattan, vers 1933.

Arrivés sur place, il ne trouvent aucune trace de l'équipage. La cabine de pilotage est dévastée. Un chat leur fait découvrir l'entrée d'un souterrain (une ancienne mine, selon Astor).
De retour à la librairie, ils trouvent celle-ci en proie aux flammes. Capricorne se précipite et parvient à sauver Byble. Inconscient, ce dernier est couvert d'une substance verte. Une ambulance l'emmène.
Capricorne, découvrant dans la cour des traces noirâtres conduisant à une plaque d'égout, descend dans les souterrains. Il suit les traces jusqu'à une grille déformée par la chaleur, qui l'empêche de poursuivre ce chemin.
Pendant ce temps, Astor retourne au dirigeable qui a pris feu. Il observe une dizaine d'hommes en tenue paramilitaire, débarquant de camions sans plaques d'immatriculation, fouiller l'épave, et ramasser un coffre jaune-rouge. Ils débusquent dans les fourrés le pilote du dirigeable, et l'emmènent de force. Astor est surpris par deux gangsters, qui l'emmènent dans une limousine noire et poursuivent les camions.
Capricorne, revenu à la librairie, surprend deux paramilitaires. Il les assomme après une courte rixe, et trouve sur eux  une clé étrange. Il observe le passage des camions, puis de la limousine avec Astor à son bord. Empruntant une moto garée dans la cour, il les prend en poursuite. Empruntant un tunnel à péage, les camions disparaissent sans laisser de trace.

### Au 701, 7ème avenue

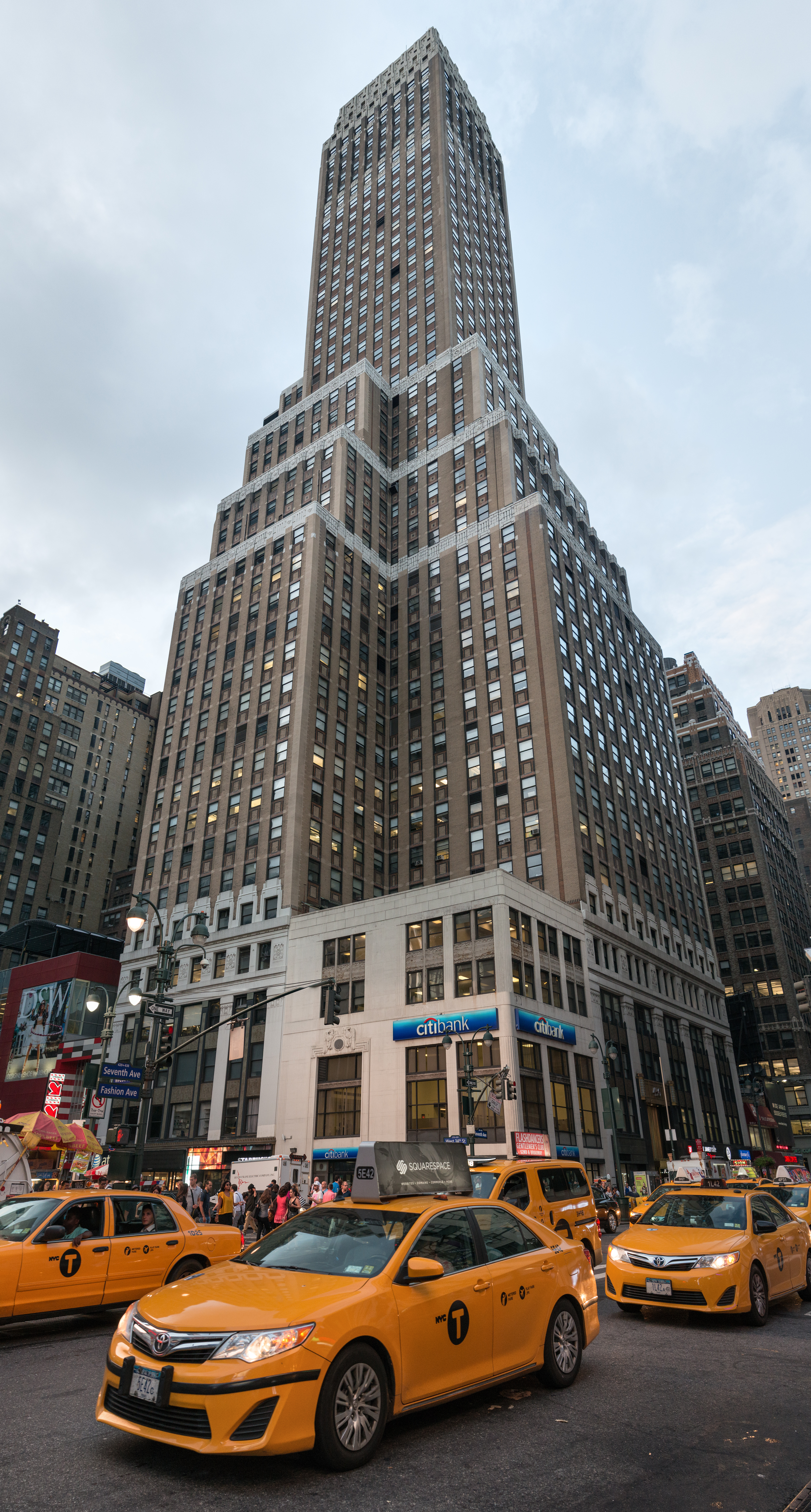
Un gratte-ciel sur la septième avenue.

La limousine noire conduit Astor à un gratte-ciel, le 701 de la septième avenue, dont l'entrée est ornée de la lettre "C". Capricorne entre discrètement par le garage, et découvre une cellule où est enfermé un homme à la main bandée. Intercepté par plusieurs hommes armés, il fait la rencontre du chef de gang, Cole. On apprend que:
- L'immeuble entier appartient à Cole.
- L'immeuble abrite une immense bibliothèque, dont Astor vient d'être nommé bibliothécaire.
- Les paramilitaires qui ont fouillé le dirigeable appartiennent à une organisation secrète, le "Dispositif".
- Les hommes du dispositif ont "débusqué et embarqué" le pilote du dirigeable, qui avait volé un objet que Cole convoite (on apprendra plus tard que c'est Ash, agissant sous les ordres de Cole).

Capricorne accepte la mission que lui attribue Cole: récupérer cet objet. Il sympathise avec l'un de ses hommes de main, un grand moustachu nommé Azakov.

### À l'hôpital
Capricorne fait un passage à l'hôpital où est soigné le libraire. Celui-ci est dans le coma, toujours recouvert de la matière verte inconnue. Un clochard aux mains bandagées est livré, nommé Hubert Kronyn. Il raconte avoir rencontré un chat "blanc et lisse comme de la porcelaine", qui s'est révélé au toucher "comme du fer chauffé à blanc". Ses mains brûlées se sont couvertes de cette matière verte, qui progresse le long des bras. Le chat a disparu dans un terrain vague.
Un infirmier qui a épié la discussion passe un coup de téléphone. Peu après, les camions du Dispositif débarquent devant le terrain vague. Les agents récupèrent l'objet – une sphère incandescente – et la transportent dans une boîte métallique.

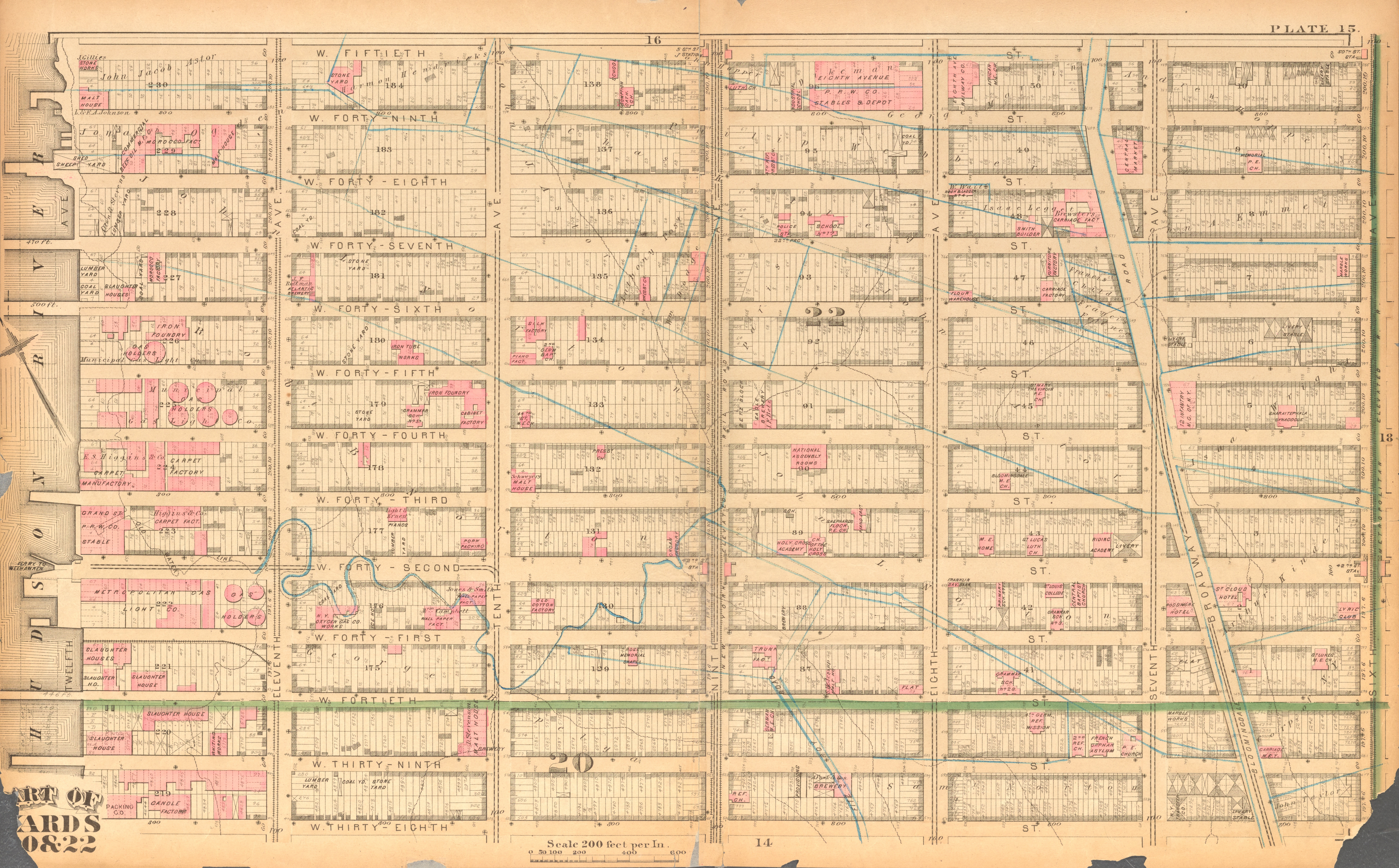
Une carte ancienne des rues de Manhattan, similaire à celle trouvée par Astor.

Capricorne et Azakov s'interrogent sur la disparition des camions dans le tunnel. Sur une carte ancienne, Astor découvre un passage secret. Le lendemain, Capricorne et Azakov se mettent en route pour investiguer le tunnel.

#### L'incident du cimetière
En chemin, un nuage de fumée attire leur attention, provenant d'un cimetière. La fumée émane d'une pierre tombale entourée de flammes – c'est la tombe de Clara Byble, l'épouse de Holbrook Byble. Un homme git au sol, blessé et infecté par la substance verte. Des traces fumantes mènent à une bouche d'égout.

### Dans la base secrète du Dispositif

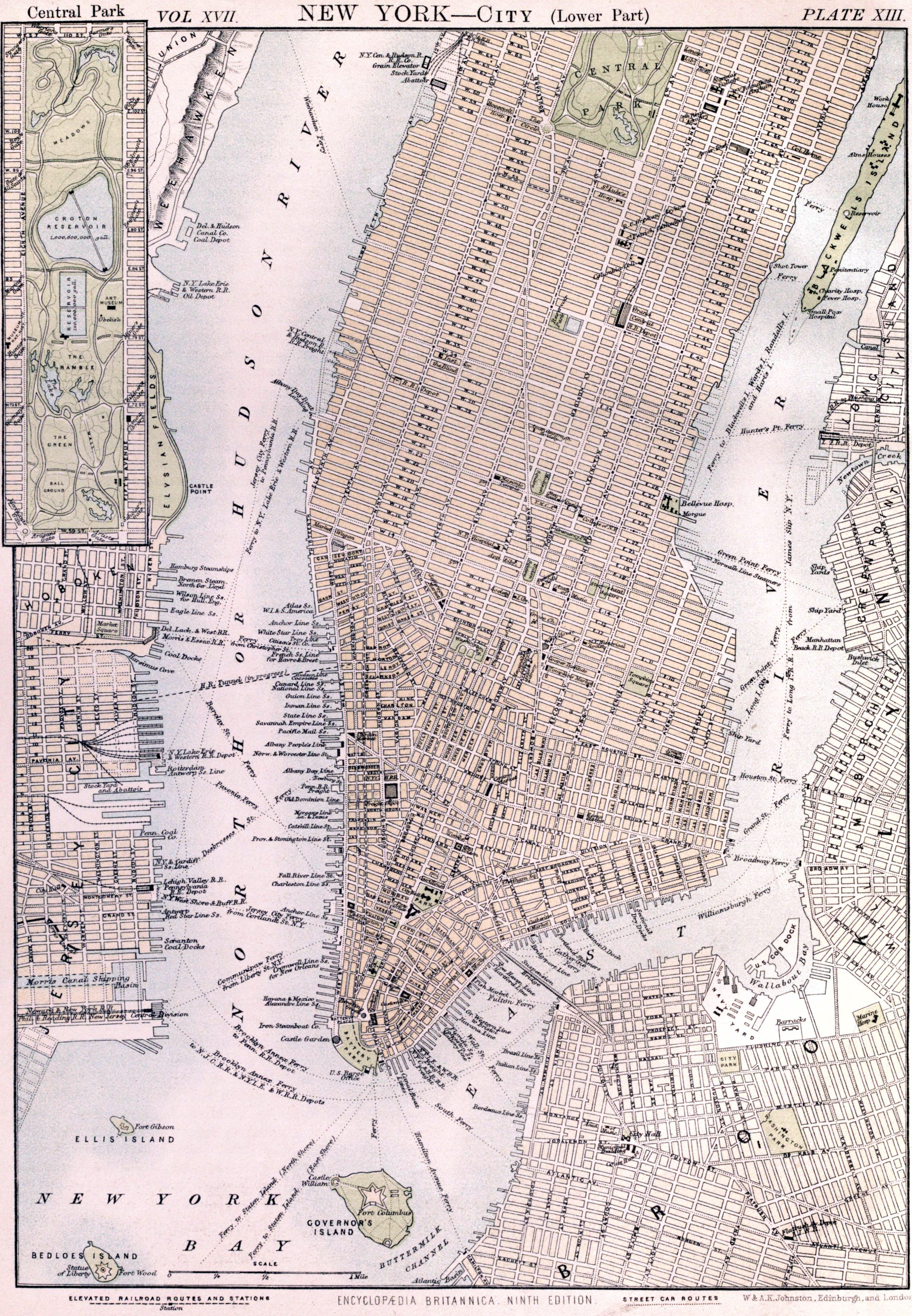
Carte (de 1884) montrant Manhattan et la Hudson River.

À proximité du tunnel, Capricorne et Azakov s'engouffrent dans un égout. Ils découvrent une ancienne galerie creusée dans la terre, "par les Indiens, avant l'arrivée des Européens". Cette galerie communique avec un corridor d'allure moderne. Un train souterrain les conduit à un garage où se trouvent les camions rouges. Capricorne et Azakov se séparent, empruntant deux portes différentes.
Capricorne, après avoir assommé un garde, découvre la cellule où est enfermé le pilote. Il s'agit d'une jeune femme, Ash Grey, chargée par Cole de voler l'objet au Dispositif. Elle travaille pour Cole parce que celui-ci a emprisonné son frère, John Byble. Elle a fait échouer le dirigeable volontairement, dans le but de s'enfuir. 
Ash fournit des informations sur l'origine de l'objet: un navire d'exploration a ramené des profondeurs de l'océan un objet brûlant "à la luminosité blanchâtre". Ce navire scientifique a disparu sans laisser de trace, probablement intercepté par un vaisseau du Dispositif.
Capricorne et Ash explorent la base, qui abrite un gigantesque laboratoire. Ash précise qu'il est situé sous la Baie de New York (l'embouchure de l'Hudson River). Des agents en combinaison de protection s'affairent autour de l'objet (une boule incandescente).

### L'affrontement final
Cole et ses hommes, armés, font irruption. Cole s'apprête à "prendre la tête des opérations", mais Azakov apparaît à la tête d'une unité de la police. Azakov, qui est inspecteur de police, a infiltré la bande de Cole, et détient désormais "assez de preuves" pour procéder à son arrestation.
Cole renverse la boîte contenant l'objet, déclenchant un incendie. Une fusillade s'ensuit, Cole blesse grièvement Azakov. Cole, tenant en joue Ash, est attaqué par un être incandescent ressemblant à John. Capricorne comprend que c'est lui qui a mis le feu à la librairie et à la tombe.

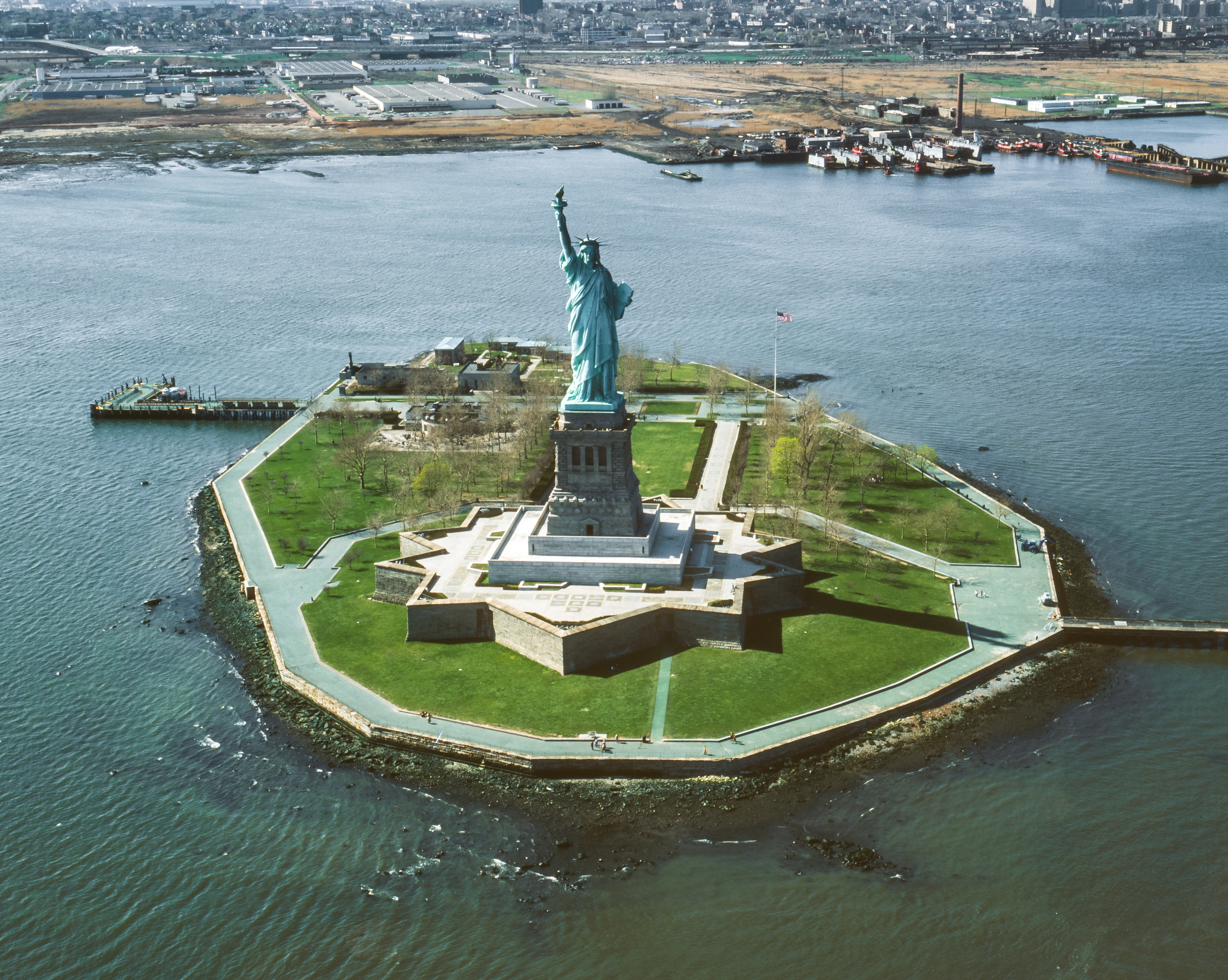
Vue aérienne de Liberty Island.

La créature traverse le laboratoire, s'empare de l'objet, et s'échappe par un sas donnant sur le fond de la baie de l'Hudson, inondant le laboratoire. Azakov parvient à s'échapper par les tunnels indiens. Capricorne et Ash, emmenant avec eux un Cole brûlé et défiguré, sortent par le labyrinthe des couloirs. La clé trouvée par Capricorne leur permet d'ouvrir la porte de sortie, et de s'échapper en hydravion. Alors qu'ils survolent Liberty Island, Cole se jette de l'avion et plonge dans la baie de New York.

### Épilogue
Capricorne et Ash sont de retour au 701, où ils rencontrent John, libéré par Astor. Ce dernier a appris que John faisait partie du Dispositif en tant que chercheur, et avait tenté de faire un prélèvement dans cette matière informe. La matière est entrée en contact avec son bras, et a aussitôt adopté son apparence. Astor en conclut que l'objet « mime tout autre corps qui s'en approche ». À la suite de sa contamination, le Dispositif a fait de John un cobaye. Il est parvenu à s'enfuir de la base secrète, mais a été capturé par les hommes de Cole.
En un dernier coup de théâtre, Ash révèle un contrat qu'elle a fait signer à Cole, pendant leur fuite, qui transfère la propriété de l'immeuble à Capricorne.

### Personnages
- Capricorne : Aventurier polyvalent venant d'arriver à New York.
- Astor : Passionné de livres anciens, employé de John Byble.
- Ash Grey : Pilote et femme d'action, sœur de John Byble, fille de Holbrook et Clara Byble.
- Cole : Chef d'une organisation criminelle, propriétaire d'un gratte-ciel.
- Azakov : Inspecteur de police, a infiltré l'organisation de Cole.
- John Byble : frère d'Ash Grey, fils de Holbrook et Clara Byble. Scientifique ayant travaillé pour le Dispositif, puis capturé par Cole.

## Histoire éditoriale
- Publication en album, Le Lombard, janvier 1997,  (ISBN 2-8036-1236-4)
- Nouvelle édition, collection "Troisième vague", Le Lombard, 1999,  (ISBN 2-8036-1433-2)
- Inclus dans L'intégrale Capricorne – Tome 1, Le Lombard, 2019, 232 pages,  (ISBN 978-2-8036-7036-9)